# Yosmani Piker
Yosmani Piker (La Habana, 26 de abril de 1987) es un deportista cubano que compitió en judo. Ganó una medalla de plata en los Juegos Panamericanos de 2007, y tres medallas de bronce en el Campeonato Panamericano de Judo entre los años 2008 y 2010.

## Palmarés internacional
| Juegos Panamericanos    | Juegos Panamericanos       | Juegos Panamericanos | Juegos Panamericanos |
| Año                     | Lugar                      | Medalla              | Categoría            |
| ----------------------- | -------------------------- | -------------------- | -------------------- |
| 2007                    | Río de Janeiro (Brasil)    | Medalla de plata     | –60 kg               |
| Campeonato Panamericano |                            |                      |                      |
| Año                     | Lugar                      | Medalla              | Categoría            |
| 2008                    | Miami (Estados Unidos)     | Medalla de bronce    | –60 kg               |
| 2009                    | Buenos Aires (Argentina)   | Medalla de bronce    | –60 kg               |
| 2010                    | San Salvador (El Salvador) | Medalla de bronce    | –60 kg               |